# Odilo Lechner

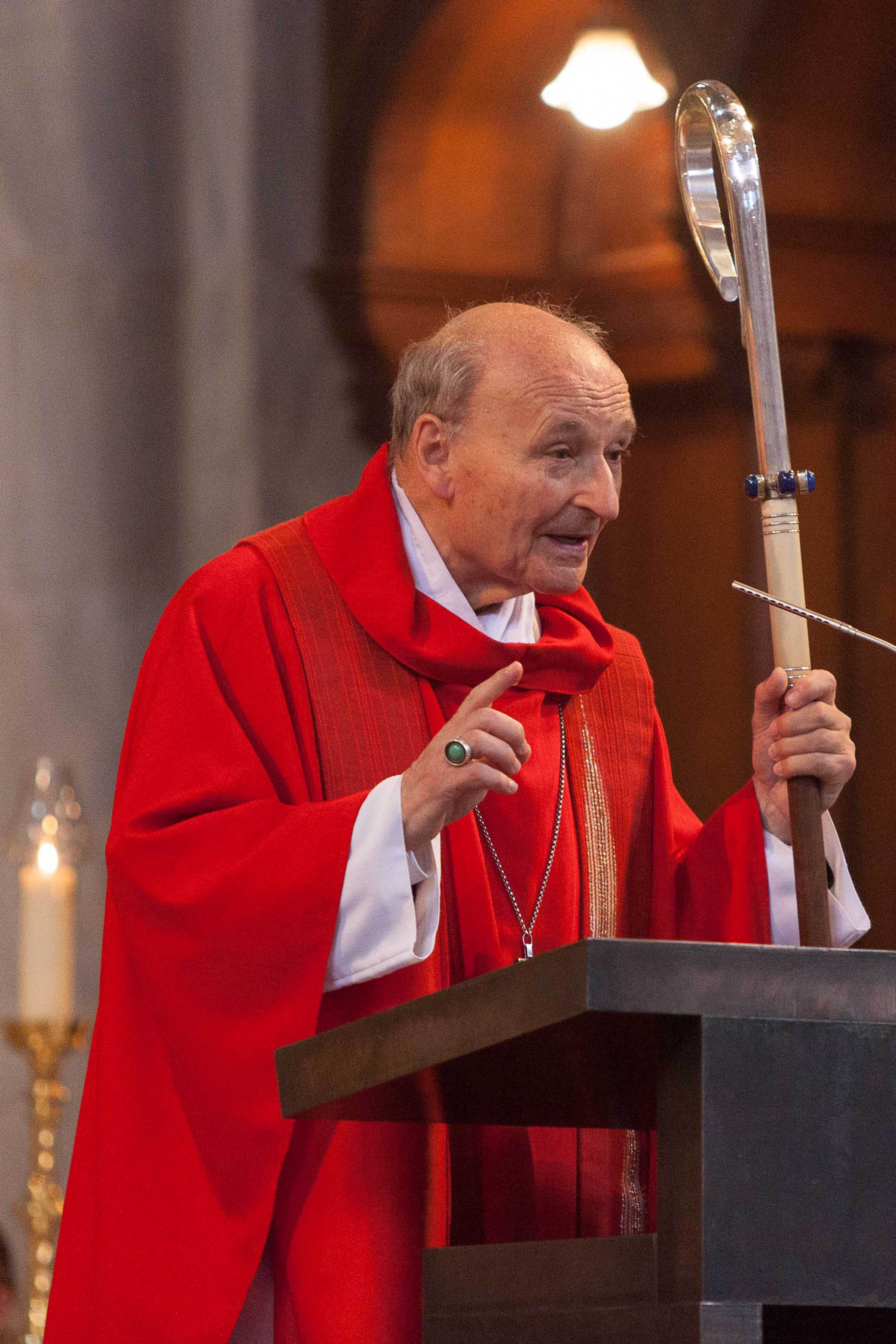
Altabt Odilo Lechner (2012)

Odilo Lechner OSB (* 25. Januar 1931 in München als Hans Helmut Lechner; † 3. November 2017 ebenda) war ein deutscher Benediktiner, Ordenspriester und Abt der Abtei Sankt Bonifaz in München und Andechs. Bei seinem Verzicht auf das Amt des Abtes im Jahr 2003 war er der weltweit dienstälteste Benediktinerabt.

## Leben
Lechner wurde als einziges Kind eines Bankbeamten in München-Bogenhausen geboren. Er besuchte zunächst das Münchner Wilhelmsgymnasium und ab 1946 das St.-Michaels-Gymnasium der Benediktinerabtei Metten, wo er 1949 die Abiturprüfung ablegte. Anschließend studierte er Philosophie und Theologie in München und Innsbruck (dort als Mitglied des Collegium Canisianum). 1952 begann er das Noviziat im Kloster St. Bonifaz. Die zeitliche Profess legte er am 7. November 1953 ab, er erhielt den Ordensnamen Odilo. Am 23. Dezember 1956 wurde Odilo Lechner in der Basilika St. Bonifaz in München von Erzbischof Joseph Kardinal Wendel zum Priester geweiht, die Primizpredigt hielt der Jesuit Karl Rahner. Zunächst wirkte Lechner als Kaplan und Katechet in der Pfarrei Sankt Bonifaz in der Münchner Maxvorstadt.
Sein Vorgänger, Abt Hugo Lang, ermöglichte ihm 1961 das Weiterstudium, das er mit einer Dissertation in Philosophie über Idee und Zeit der Metaphysik Augustins 1964 an der Universität Würzburg abschloss.
Pater Odilo wurde am 14. Juli 1964 zum Abtkoadjutor von Sankt Bonifaz gewählt, obwohl er mit 33 Jahren der jüngste Wahlberechtigte war. Die Abtsbenediktion nahm am 8. September 1964 Julius Kardinal Döpfner vor, der Erzbischof von München und Freising. In dieser Messfeier fand die erste Konzelebration im Erzbistum München und Freising statt.
Am 1. Juni 1967 starb sein Vorgänger Hugo Lang und Lechner übernahm als siebter Abt die Leitung des Münchner Klosters sowie des in Oberbayern liegenden zugehörigen Klosters Andechs. In der Amtszeit Lechners wurde die kriegszerstörte Basilika Sankt Bonifaz wieder aufgebaut. In den 1970er Jahren entstand anstelle des zerstörten Langhauses der neoromanischen Basilika das „Zentrum Sankt Bonifaz“. 1982 leitete er den Trauergottesdienst für Carl Orff. Der Wahlspruch Abt Odilos lautete Dilatato corde („Mit weitem Herzen“); er stammt aus der Benediktinerregel sowie aus Psalm 119 (Ps 119,32 ).
Nach Vollendung des 70. Lebensjahres bat Abt Odilo im Jahr 2001, auf das Amt verzichten zu dürfen, blieb jedoch auf Wunsch des Konvents bis zu seiner Resignation im Jahre 2003 weiterhin im Amt. Johannes Eckert trat 2003 die Nachfolge Abt Odilos an.
Altabt Odilo publizierte zahlreiche Schriften, er wirkte bis zu seinem Tod als Priester, Schriftsteller und Referent. Er starb am frühen Morgen des 3. November 2017.

## Auszeichnungen
- 1966: Ehrenmitglied der KDStV Aenania München im CV
- Ehrenmitglied der KStV Erwinia München im KV
- 1971: Ehrenmitglied der K.B.St.V. Rhaetia München (verbandsfrei)
- 1975: Bayerischer Verdienstorden
- 1989: Bundesverdienstkreuz 1. Klasse (9. August 1989)[6]
- 1995: Bayerischer Poetentaler für seine schriftstellerischen Werke
- 2002: Preis der Bayerischen Volksstiftung für Verdienste um das kulturelle Leben Bayerns
- 2003: Ehrendoktorwürde der Katholisch-Theologischen Fakultät der Ludwig-Maximilians-Universität München für seine wegweisenden Impulse für eine Theologie der Spiritualität
- 2004: Ehrenmedaille in Gold des Kreisfeuerwehrverbandes Starnberg
- 2005: Bayerische Staatsmedaille für Verdienste um Umwelt und Gesundheit

## Zitate
„Deutschland ist sicher nicht wertlos; aber Werte verschieben sich in einer Gesellschaft, die sich im Wandel befindet, die mit Globalisierung zu kämpfen hat und mit einer besorgniserregenden demographischen Entwicklung konfrontiert ist.“

## Schriften (Auswahl)
- Weite dein Herz. Lebenskunst aus dem Kloster, Heyne Verlag 2002, ISBN 3-453-86151-5
- Warum ich bete. Gespräche mit Gott, Heyne Verlag 2003, ISBN 3-453-87444-7
- Engel. Begegnungen mit Gottes Boten, Heyne Verlag 2004, ISBN 3-453-87944-9
- Wege zum Leben Benedikts Weisung für die Zukunft, Heyne Verlag 2005, ISBN 3-453-12030-2
- mit Karl L. Schweisfurth, Hans-Günther Kaufmann: Sieben Geheimnisse für ein gutes Leben, Heyne Verlag 2003, ISBN 3-453-87445-5
- mit Michael Cornelius: Die Weisheit der Wüstenmönche. Von der Kunst, das Leben zu meistern, Heyne Verlag 2005, ISBN 3-453-12028-0
- mit Rainer Devens: Ein Menschengesicht. Kunstverlag Fink, Lindenberg 2008, ISBN 978-3-89870-473-1
- Vom Weg der Weisheit. Ein Gespräch mit Michael Langer und Bildern von Hans-Günther Kaufmann, EOS Verlag 2011, ISBN 978-3-8306-7462-7
- Zeichen auf dem Weg. Stationen meines Lebens, Verlag Herder 2011, ISBN 978-3-451-32390-4
- Offen für ein großes Geheimnis. Mein Leben. Vier-Türme-Verlag, Münsterschwarzach 2017, ISBN 978-3-7365-0130-0